# Rosi Gollmann

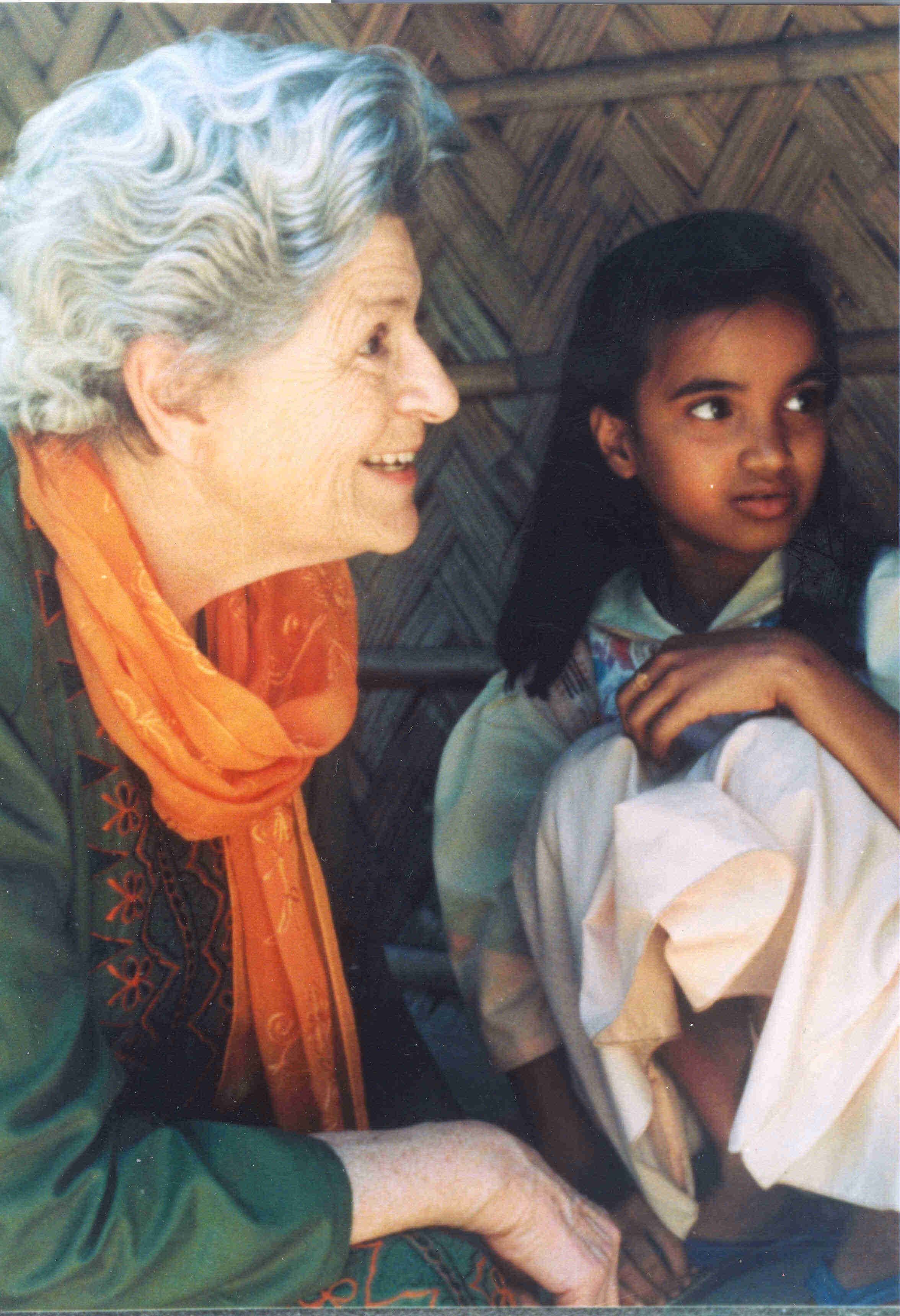
Rosi Gollmann in einem Projekt in Indien

Rosi Gollmann, eigentlich Käthe Rosalie Gollmann (* 9. Juni 1927 in Bonn), ist Gründerin und Ehrenvorsitzende der Andheri Hilfe und Mitgründerin der Rosi-Gollmann-Andheri-Stiftung und deren Vorsitzende.

## Leben und Werk
Rosi Gollmann wurde als jüngstes von drei Kindern einer Bonner Kaufmannsfamilie geboren. Sie studierte Theologie und unterrichtete als katholische Religionslehrerin in Bonner und Kölner Berufs- und Berufsfachschulen. 1959 wurde Rosi Gollmann auf einen Artikel des Stern aufmerksam, der die Not indischer Findelkinder in einem Waisenhaus in Andheri bei Bombay (heute Mumbai) beschrieb. Diese zu lindern, brachte sie mit ihren Schülerinnen und Schülern hunderte von Päckchen mit lebenswichtigen Artikeln auf den Weg. Ihre erste Indienreise 1962 gab ihrem Leben eine vollständige Wende. Zurückgekehrt machte sie die Menschen in Deutschland unermüdlich auf die Not in Indien aufmerksam, scharte immer mehr Gleichgesinnte um sich und motivierte zum Teilen.
1967 kam es zur Gründung der Andheri-Hilfe Bonn. Hauptziel war zu Anfang die Sicherung der täglichen Handvoll Reis für die etwa 800 Kinder des Waisenhauses St. Catherine’s Home in Andheri. In den Folgejahren erlebte die Andheri-Hilfe mit Rosi Gollmann als ihrer Ersten Vorsitzenden einen kontinuierlichen Entwicklungsprozess von der Bekämpfung der Symptome wie Hunger und Krankheit zum Hinterfragen und Lösen der Ursachen: eine Entwicklung vom Ansatz rein karitativer Hilfe hin zu partnerschaftlicher Entwicklungszusammenarbeit. Straßenkinder und Kinderarbeiter, behinderte Kinder sowie ihre Familien und unterprivilegierte Frauen wurden zu wichtigen Zielgruppen.
Inhalt der Entwicklungsprojekte war nie die Vergabe von Almosen, sondern gezielte Hilfe zur Selbsthilfe durch Bewusstseinsbildung, Motivation sowie Einbindung der betroffenen Menschen in Selbsthilfegruppen. „Der Mensch kann nicht entwickelt werden; er kann sich nur selbst entwickeln“ ist ein Grundsatz dieser Hilfe. Ihr ging es in gleicher Weise immer um die Menschen in Deutschland. Die Sensibilisierung zur Verantwortlichkeit für die „Eine Welt für alle“ und als Folge bewusstes Umdenken und aktives „Umhandeln“ im eigenen Land ließen sie nicht ruhen. Sie warb in Gruppen, Schulen, Kirchen und Vereinen sowie in Einzelbegegnungen um Solidarität mit den Armen und Entrechteten, um volle Anerkennung der auch diesen Ärmsten eigenen menschlichen Würde. Aktiv brachte sie sich in deutsche entwicklungspolitische Gremien ein, und ihre Entwicklungsansätze – z. B. das Anpacken gesellschaftlich „heißer Eisen“ – wurden auch auf politischer Ebene nicht überhört.
Die Anforderungen stiegen so sehr, dass Rosi Gollmann im Jahre 1971 ihren Schuldienst auf die Hälfte der Pflichtstunden reduzierte und schließlich, 55-jährig, den Schuldienst ganz aufgab, um uneingeschränkt ehrenamtlich für die wachsenden Aufgaben der Andheri-Hilfe frei zu sein. Bei ihrem ersten Besuch in Bangladesch 1974  wurde Rosi Gollmann mit der  Not von mehr als einer Million blinder Menschen konfrontiert. Im Januar 2003 fand in Bangladesch die einmillionste Augenoperation unter dem Programm der Andheri-Hilfe statt. 34 Jahre nach Gründung der Andheri-Hilfe übergab Gollmann 2001 als 74-Jährige den  Vorsitz des Vereins an Elvira Greiner und wurde Ehrenvorsitzende. 2002  gründete sie die Rosi-Gollmann-Andheri-Stiftung, deren alleiniger Zweck in der Unterstützung von Projekten der Andheri-Hilfe Bonn besteht. Das Stiftungskapital überschritt schon nach etwa fünf Jahren die Millionengrenze.
In dem Buch: „Eine bessere Welt ist möglich“ fordert Rosi Gollmann, zusammen mit den Autoren Franz Alt und Rupert Neudeck einen Marshallplan für Arbeit, Entwicklung und Freiheit. Wichtige Botschaft und Kern ihres Konzeptes: „Entwicklung darf nicht von außen kommen oder von oben übergestülpt werden.“ Hilfe zur Selbsthilfe ist ein Postulat der Entwicklungsarbeit der Organisation.

## Auszeichnungen
- 1979 Bundesverdienstkreuz am Bande
- 1980 Päpstlicher Orden „Pro Ecclesia et Pontifice“
- 1987 Bundesverdienstkreuz 1. Klasse
- 2002 „Das Goldene Herz“ (Ehrenpreis von Ein Herz für Kinder)
- 2003 Luise-Rinser-Preis
- 2004 Namensgebung „Rosi-Gollmann-Schule“ Tiefenbach (Kreis Karlsruhe)
- 2005 Change the World – Best Practice Prize des (Club of Budapest)
- 2005 Großes Bundesverdienstkreuz
- 2006 Umbenennung der Grundschule in Tiefenbach in „Rosi-Gollmann-Grundschule“
- 2009 Caritas-Ehrenzeichen in Gold
- 2010 Ehrensenatorin des Senats der Wirtschaft
- 2012 Eintrag in das Goldene Buch der Stadt Bonn
- 2012 WDR-Kinderrechtepreis[2]
- 2013 Deutscher Engagementpreis[3]
- 2014 Bayreuther Vorbildpreis der bayreuther dialoge dem Zukunftsforum für Ökonomie, Philosophie und Gesellschaft[4]
- 2015 Clara-Ehrenpreis des Internationalen Frauenzentrums (ifz)[5]
- 2017 World’s Children’s Honorary Award (Kinderrechtsheldin des World’s Children’s Prize Programms, Schweden)[6]
- 2019 EINE WELT-Medaille in Gold des Bundesministeriums für wirtschaftliche Zusammenarbeit und Entwicklung[7]

## Bibliografie
- Rosi Gollmann, Beate Rygiert: Einfach Mensch. Das Unmögliche wagen für unsere Welt, Kailash, München 2012, ISBN 978-3-424-63060-2.
- Franz Alt, Rosi Gollmann, Rupert Neudeck: Eine bessere Welt ist möglich. Ein Marshallplan für Arbeit, Entwicklung und Freiheit, Riemann, München 2005, ISBN 3-570-50069-1.
- Ludger Reuke, George Arickal und Rosi Gollmann: Die Vielfalt spricht mit einer Stimme: Zwanzig Jahre "Bensheimer Kreis" (1976-1996), Karl Kübel Stiftung, 1996, ISBN 9783980070317.